# Карасёв, Владимир Якумович
Владимир Якумович Карасёв (15 апреля 1900, Пенза — 3 марта 1967, Ленинград) — советский хозяйственный, государственный и политический деятель, Герой Социалистического Труда.

## Биография
Родился в 1900 году в Пензе. Член КПСС с 1942 года.
Участник Октябрьской Революции и подавления Кронштадтского мятежа. С 1924 года — на хозяйственной, общественной и политической работе. В 1920—1956 гг. — слесарь-механик на пробочном заводе имени Семашко, сверловщик на заводе «Красный путиловец», слесарь в механосборочном цеху Кировского завода, участник Великой Отечественной войны, токарь-наладчик механического цеха Кировского завода, председатель Ленинградского совета новаторов.
Указом Президиума Верховного Совета СССР от 21 июня 1957 года присвоено звание Героя Социалистического Труда с вручением ордена Ленина и золотой медали «Серп и Молот».
Делегат XX и XXI съездов КПСС.
Умер в Ленинграде в 1967 году, похоронен на Красненьком кладбище.